# Highest Hopes - The Best of Nightwish
Highest Hopes – The Best of Nightwish è la terza raccolta del gruppo musicale finlandese Nightwish, pubblicata nel 2005.

## Tracce
1. Wish I Had An Angel
2. Stargazers
3. The Kinslayer
4. Ever Dream
5. Elvenpath
6. Bless The Child
7. Nemo
8. Sleeping Sun (2005 version)
9. Dead To The World
10. Over The Hills And Far Away
11. Deep Silent Complete
12. Sacrament Of Wilderness
13. Walking In The Air
14. Wishmaster
15. Dead Boy's Poem
16. High Hopes (Live) (cover dei Pink Floyd)

### Tracce (2cd+1dvd)
Disco 1:
1. Wish I Had An Angel
2. Stargazers
3. The Kinslayer
4. Ever Dream
5. Elvenpath
6. Bless The Child
7. Nemo
8. Sleeping Sun (2005 version)
9. Dead To The World
10. Over The Hills And Far Away
11. Deep Silent Complete
12. Sacrament Of Wilderness
13. Walking In The Air
14. Wishmaster
15. Dead Boy's Poem
16. High Hopes (Live) (cover dei Pink Floyd)

Disco 2:
1. The Wayfarer
2. Come Cover me (Live)
3. Dead Boy's Poem (Live)
4. Once Upon a Troubadour
5. A Return to the Sea
6. Sleepwalker - Heavy Version
7. Nightquest
8. Lagoon

DVD:
1. She is my Sin (Live)
2. Dead to the World (Live)
3. The Kinslayer (Live)
4. Over the Hills and Far Away
5. Bless the Child
6. Sleeping Sun
7. Walking in the Air (Live)
8. End of All Hope (Live)
9. 10th Man Down (Live)
10. Sleeping Sun (Live)